# Augment
Augment es el segundo álbum de estudio de la banda estadounidense de metalcore Erra. Fue lanzado el 29 de octubre de 2013 a través de Tragic Hero Records y fue producido por Brian Hood. Es su último álbum con el vocalista original Garrison Lee y el guitarrista Alan Rigdon, y el primero con el bajista Sean Price después de la salida de Adam Hicks. También es su primer álbum en las listas.

## Lista de canciones
| N.º | Título         | Duración |  |
| 1.  | «Alpha Seed»   | 4:57     |  |
| 2.  | «Pulse»        | 4:01     |  |
| 3.  | «Dreamwalkers» | 3:56     |  |
| 4.  | «Frostbite»    | 3:52     |  |
| 5.  | «Hybrid Earth» | 4:20     |  |
| 6.  | «Rebirth»      | 4:50     |  |
| 7.  | «Ultraviolet»  | 4:51     |  |
| 8.  | «Spirits Away» | 4:18     |  |
| 9.  | «Prometheus»   | 4:14     |  |
| 10. | «Crimson»      | 4:31     |  |
| 11. | «Augment»      | 1:13     |  |
| 12. | «Dementia»     | 7:35     |  |

## Posicionamiento en lista
| Lista (2013)       | Posición |
| ------------------ | -------- |
| Billboard 200      | 117      |
| Heatseekers Albums | 1        |
| Hard Rock Albums   | 13       |
| Top Rock Albums    | 35       |

## Personal
Erra
- Garrison Lee - voz gutural
- Jesse Cash – guitarra, bajo, voz limpia
- Alan Rigdon – guitarra, bajo, coros
- Adam Hicks - bajo
- Alex Ballew - batería